# Rolling (Luxemburg)
Rolling (en luxemburguès: Rolleng ; en alemany: Rolling) és una vila de la comuna de Bous situada al districte de Grevenmacher del cantó de Remich. Està a uns 15 km de distància de la ciutat de Luxemburg.